# Механизм Уатта

Механизм Ватта (анимация). См. также Кривая Уатта.

Механизм Уатта (механизм Ватта, параллелограмм Ватта) изобретён Джеймсом Уаттом для придания поршню паровой машины прямолинейного движения.
Этот механизм не создаёт абсолютно прямолинейного движения, и сам Уатт не стремился добиться этого.

## История
Идея использования связей содержалась в письме Ватта к Мэтью Болтону в июне 1784 года.

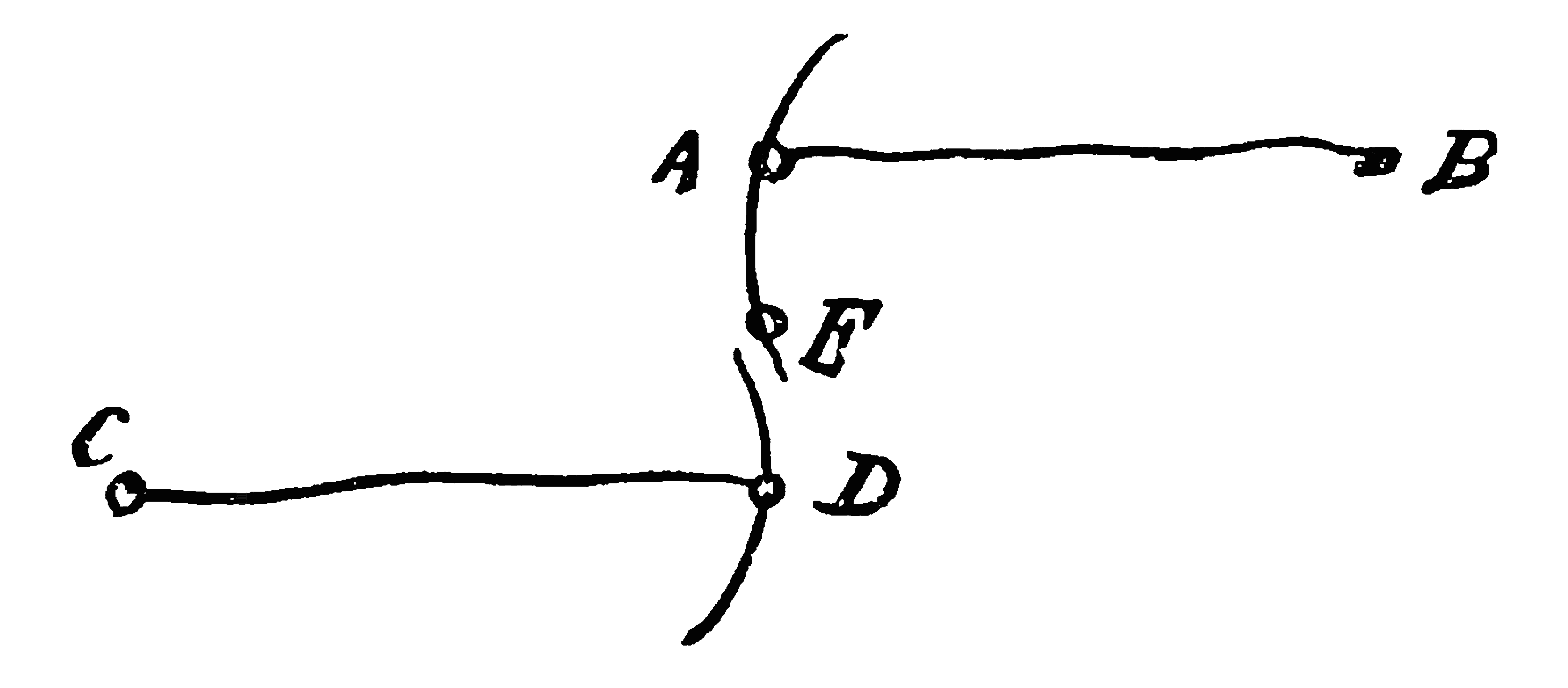
Рисунок диаграммы Джеймса Ватта, письмо к сыну (1808)

## Автомобильная подвеска

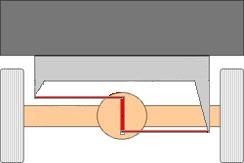
Механизм Уатта

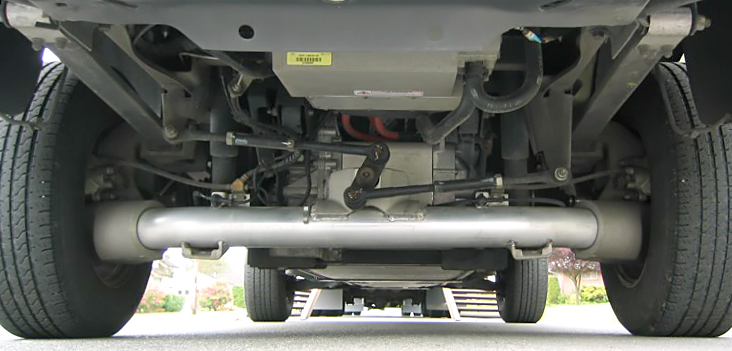
Механизм Уатта, использованный в 1998 году в Ford Ranger EV

Механизм Уатта используется на задней оси в некоторых автомобильных подвесках в качестве усовершенствования тяги Панара. Оба способа предназначены для предотвращения смещения моста автомобиля вбок относительно его (автомобиля) кузова (или шасси), позволяя мосту, в то же время, двигаться в вертикальном направлении.
Механизм Уатта обеспечивает движение, более приближённое к прямолинейному, чем тяга Панара.
Механизм состоит из двух горизонтальных балок одинаковой длины, прикреплённых с каждой из сторон шасси. Между этими двумя балками присоединено короткое вертикальное звено. Центр вертикального звена — точка, принуждаемая двигаться вертикально, — присоединено к центру оси. Все места соединения звеньев способны свободно вращаться в вертикальной плоскости.
Механизм Уатта можно рассматривать как две тяги Панара, монтируемых друг напротив друга. В конструкции Уатта, однако, искривление движения, присущее тяге Панара, компенсируется поворотом короткого вертикального звена.
Механизм может быть перевёрнут. В этом случае точка Р прикрепляется к корпусу автомобиля, а звенья L1 и L3 крепятся к оси. Это снижает жёсткость подвески и изменяет кинематику незначительно. Такая конструкция использована в австралийских V8 Supercars.
Механизм Уатта может также быть использован для предотвращения продольных движений автомобиля. Однако такие системы в большей степени применяются в конструкциях подвесок гоночных автомобилей. В этом случае обычно используют два механизма Уатта с каждой стороны оси, монтируемых параллельно направлению движения.
Также механизм Уатта использован в механизме параллельного движения, являющемся составной частью конструкции некоторых паровых машин.